# Petra Grube

Petra Grube (2007)

Petra Grube (* 1956 in Weißenfels) ist eine deutsche Autorin und Theaterpädagogin, die vor allem im Bereich der Kinderunterhaltung tätig ist. Sie hat Kinderbücher, Musikstücke und Theaterproduktionen für Kinder entwickelt.

## Leben und Wirken
Petra Grube legte 1974 in Leipzig das Abitur ab und studierte Lehramt mit Fachrichtung Deutsch und Geschichte an der Universität Greifswald. Während des Studiums begann sie mit ersten Lesungen und Veröffentlichungen von Gedichten. Nach dem Staatsexamen 1978 zog sie nach Berlin, wo sie 1984 als Theaterpädagogin im Friedrichstadt-Palast und als Autorin begann. 2014 war sie dort für den Bereich Schauspiel verantwortlich.
Grube hat sich besonders im Bereich der musikalischen Kinderunterhaltung einen Namen gemacht. Sie ist die Schöpferin der Figur „Nola Note“, einer musikalischen Fantasiefigur, die Kindern auf unterhaltsame Weise Wissen über Musik und Instrumente vermitteln soll. Die Nola Note-Tonträger-Serie wurde von 2008 bis 2022 über JAKO-O vertrieben. Grubes Kinderbücher, Hörbücher, Theaterstücke und Kinderrevuen sind geprägt von einer Mischung aus pädagogischen Absichten und kreativer Fantasie.
Grube arbeitet eng mit dem Komponisten Thomas Klemm zusammen, der die Musik zu vielen ihrer Projekte beisteuerte; gemeinsam schufen sie kindgerechte Musikstücke. Sie arbeitete mit Schauspielern, Musikern und Illustratoren bei der Veröffentlichung ihrer Geschichten zusammen. Heike Makatsch, Julia Richter, Esther Esche, Michael Pan, Matthias Komm, Benno Fürmann und Manfred Krug sangen und sprachen ihre Texte.
Ihre Stücke werden an Schulen im Unterricht oder bei Schulfesten aufgeführt. Ihre Werke wurden als Tonträger veröffentlicht sowie in Bühnenproduktionen und Konzerten inszeniert, darunter Aufführungen im Berliner Friedrichstadt-Palast, bei Classic Open Air in Berlin, in zahlreichen anderen deutschen Städten wie Hamburg, Bremen und Nürnberg sowie in Österreich.

## Veröffentlichungen

### Kinderbücher mit CD
- Ich bin ich und Du bist du! Jako-O, Bad Rodach 2000; Neuauflage inkl. CD Kultour-Musikverlag, Berlin 2015, Mit: Die Gropiuslerchen, diverse Solisten und Manfred Krug, ISBN 978-3-945602-00-3.
- Miteinander! Jako-O, Bad Rodach 2001, 7. Aufl. inkl. CD 2007, Mit: Die Gropiuslerchen, diverse Solisten, ISBN 978-3-9810691-1-2.
- Kilian Kasimir. König von Sammelsurien. (ohne CD), Novum Eco, Neckenmarkt 2011, ISBN 978-3-99007-216-5.
- Großwerden … ist soooo aufregend! Inkl. CD. Kultour-Musikverlag, Berlin 2002, Mit: Die Gropiuslerchen, diverse Solisten und IC Falkenberg, ISBN 978-3-945602-06-5.
- Aus eigener Kraft … Mutmacher für starke Kinder! Inkl. CD. Kultour-Musikverlag, Berlin 2003, Mit: Die Gropiuslerchen, diverse Solisten, ISBN 978-3-945602-09-6.
- Unser Held ist die Welt … Umweltschützer sein kann jeder! Inkl. CD. Kultour-Musikverlag, Berlin 2010, Mit: Die Gropiuslerchen, diverse Solisten, ISBN 978-3-945602-12-6.

### Kindermusicals
- Konrads Kidnapping.[11] Kindermusical im Friedrichstadtpalast, Premiere: 1996, Musik: Thoms Klemm, Regie: Andres Gruhn

- Lieblingsfarbe Bunt[12]. Kindermusical im Friedrichstadtpalast, Premiere: 2003, Musik: Thoms Klemm, Regie: Matthias Komm, Wiederaufnahme Friedrichstadtpalast Berlin in 2005, Neuinszenierung in Bremen im Musicaltheater 2007[13]

- König Drosselbart. Musik: Andreas Reukauf: Theater Hagen, 2017[14]

### Kinderlieder-CD
- Turn-Tier-Lieder im Zoo: denn Bewegung macht schlau! Musik: Thomas Klemm. Kultour Musikverlag, Bad Rodach 2003.
- Weihnachtslieder-Besinnliches und Fröhliches zum Weihnachtsfest. Musik: Thomas Klemm. Kultour Musikverlag, Bad Rodach 2005.
- Turn-Tier-Lieder auf dem Bauernhof. Musik: Thomas Klemm. Kultour Musikverlag, Bad Rodach 2007.
- Best of Jakoo - 43 Kinderlieder. Musik: Thomas Klemm. Kultour Musikverlag, Bad Rodach 2007.
- Schneeflöckchen und Weihnachtsduft - Kinderlieder zur Vorweihnacht. Musik: Thomas Klemm. Kultour Musikverlag, Bad Rodach 2008.
- Die Grosse Kinder-Party. Musik: Thomas Klemm. Kultour Musikverlag, Bad Rodach 2013.
- In der Kita mit JA-KO-JE. Musik: Thomas Klemm. Kultour Musikverlag, Bad Rodach 2018.

### Hörbücher
- Das Wunder Regenwald entdecken! Mit Morpho, Bruno & Theo auf Abenteuerreise. Musik: Thomas Klemm. Jako-O, Bad Rodach 2009, EAN 4061707252259.
- Die Traumreise - Lieder und Geschichten zum Einschlafen, Inkl. CD. Kultour-Musikverlag, Berlin 2011, EAN 4061707249402.

### Hörbücher mit Nola Note
- Nola Note auf musikalischer Weltreise. Jako-O, Bad Rodach 2008.
- Nola Note auf Orchesterreise. Musik: Thomas Klemm. Jako-O, Bad Rodach 2010.
- Nola Note auf musikalischer Zeitreise. Musik: Thomas Klemm. Jako-O, Bad Rodach 2013.
- Nola Note auf musikalischer Weltreise 2. Musik: Thomas Klemm. Jako-O, Bad Rodach 2014.
- Nola Note auf musikalischer Weihnachtsreise. Musik: Thomas Klemm. Jako-O, Bad Rodach 2016.
- Nola Note auf musikalischer Naturreise. Musik: Thomas Klemm. Jako-O, Bad Rodach 2019.